# Zethus histrionicus
Zethus histrionicus är en stekelart som beskrevs av Edoardo Zavattari 1912.
Zethus histrionicus ingår i släktet Zethus och familjen Eumenidae. Inga underarter finns listade i Catalogue of Life.